# ثروت کاپیتان بلاد
ثروت کاپیتان بلاد (انگلیسی: Fortunes of Captain Blood) یک فیلم دزدان دریایی محصول ۱۹۵۰ به کارگردانی گوردون داگلاس است. بر اساس رُمان معروف «ثروت کاپیتان بلاد» که در رُمان اصلی سال ۱۹۲۲ و مجموعه داستان‌های بعدی نوشته رافائل ساباتینی به تصویر کشیده شد.